# Seekrieg im Deutsch-Französischen Krieg

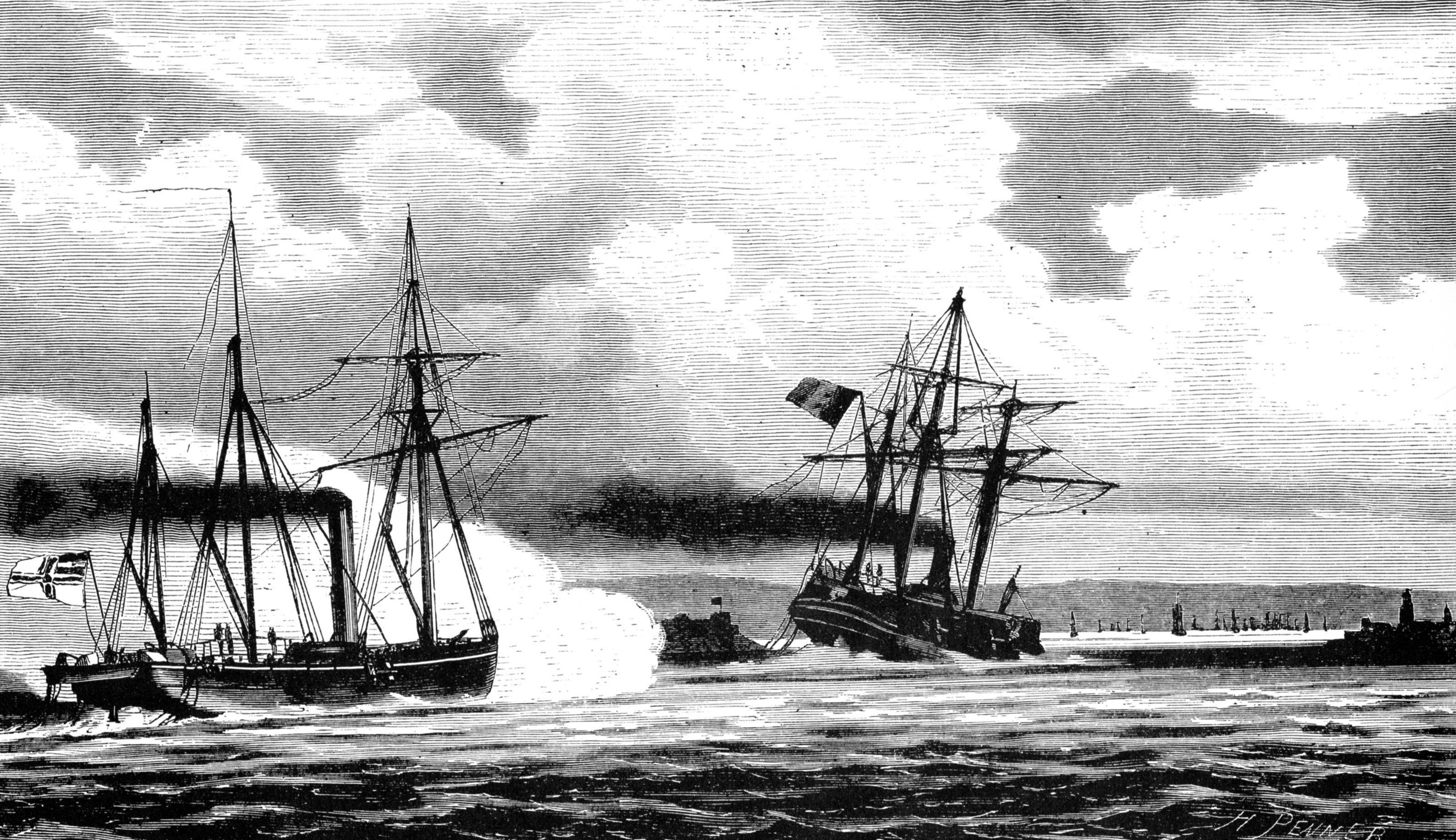
Das Seegefecht vor Havanna, wie ein Zeichner es sich vorgestellt hat

Der Seekrieg zwischen norddeutschen und französischen Schiffen war ein Nebenschauplatz des Deutsch-Französischen Krieges 1870/71. Aufgrund schlechter Vorbereitung gelang es dem Französischen Kaiserreich nicht, die norddeutsche Wirtschaft durch eine Seeblockade der deutschen Küstengewässer zu schwächen. Ebenso fehlten die Voraussetzungen dafür, französische Soldaten an der Küste abzusetzen.
Ein Seegefecht fand vor der Küste von Havanna (Kuba) statt, als das Dampfkanonenboot Meteor der Marine des Norddeutschen Bundes auf den französischen Aviso Bouvet stieß. Das Gefecht endete unentschieden. Am 22. Juli 1870 lieferte sich die Glattdeckskorvette Nymphe mit drei französischen Panzerkorvetten der Alma-Klasse und einem Aviso das Seegefecht in der Putziger Wiek. Der nächtliche Überraschungsangriff ging ohne Verluste ab, die Franzosen zogen sich allerdings zurück. Am 17. August führte der Aviso Grille gegen französische Einheiten des Ostseegeschwaders das Seegefecht vor Hiddensee.
Der Seekrieg war ansonsten von geringer Bedeutung. Die französische Panzerflotte konnte in den flachen norddeutschen Küstengewässern in Nord- und Ostsee aufgrund des großen Tiefgangs ihrer Einheiten weder eine Nahblockade von Häfen durchführen noch diese beschießen. Die norddeutsche Bundesmarine war zu klein und kam nur wenig zum Einsatz.

## Ausgangslage und Landungspläne

Der Norddeutsche Bund von 1867 bis 1870 hatte sowohl eine Nordseeküste als auch eine ausgedehnte Küste an der Ostsee.

Frankreich unter Kaiser Napoleon III. hatte 1870 eine Flotte von 470 Schiffen, die nur noch von der britischen Flotte übertroffen wurde. Der Norddeutsche Bund verfügte hingegen nur über etwas mehr als ein Zehntel davon und versuchte mit fünf Panzerfregatten die norddeutsche Küstenlinie zu verteidigen. Wenn Frankreich von seiner Übermacht auf See wirksam Gebrauch hätte machen können, hätte dies wohl einen bedeutenden Einfluss auf den Krieg gehabt.
Ursprünglich plante Napoleon III., ein Infanteriekorps von 9.000 Marinesoldaten und 20.000 Reservisten landen zu lassen. Da die Straßenverbindungen recht weit von der Küste entfernt lagen, hätte der Norddeutsche Bund es schwer gehabt, Truppen dagegen zu entsenden. Das war den Franzosen bewusst. Sie wollten durch das Landeunternehmen und Artillerieangriffe von See aus mindestens 160.000 preußische Soldaten binden. Preußen wiederum befürchtete, dass ein französisches Expeditionskorps durch Pommern marschieren und die Polen zum Aufstand verleiten würde. Eine Seeblockade hätte der norddeutschen Wirtschaft enormen Schaden zugefügt und vor allem die Einfuhr wichtiger Rohstoffe unterbunden. Kommandiert werden sollte das Expeditionskorps von General Louis Jules Trochu.
Ferner zielte Frankreich auf ein Bündnis mit Dänemark. Dieses Land, das vor einigen Jahren noch mit Preußen im Krieg gelegen hatte, besaß eine Armee von 50.000 Mann und eine nennenswerte Marine. Ein dänischer Kriegseintritt war aber höchstens dann zu erwarten, wenn Frankreich selbst erfolgreiche Landungen vornehmen konnte. Ohne Realitätsbezug hatte Frankreich auf einen Aufstand der Dänen in Schleswig-Holstein gehofft. Schließlich sollte in der Wirklichkeit auch britisch-russischer Druck Einfluss darauf haben, dass Dänemark neutral blieb.
Das Hauptproblem war, dass die bedeutende französische Mittelmeerflotte mit ihren zwölf Panzerschiffen noch am 4. Juli 1870 nach Malta geschickt worden war. Es hätte drei Wochen gebraucht, um sie wenigstens nach Brest an der Atlantikküste zu verlegen. Grund dafür war teilweise die Schwierigkeit, telegrafisch mit der Flotte in Kontakt zu treten, sowie die notwendige Zeit, bis Urlaube zurückgenommen und Wehrpflichtige eingezogen waren. Erst in der zweiten Augustwoche wäre die Flotte in der Nordsee angekommen. Da konnte Moltkes Einmarsch in Frankreich nicht mehr gestört werden und schon im Oktober erschwerten Stürme die Fahrt auf der Nordsee. Die Verzögerung hatte auch damit zu tun, dass der Marineminister mit allen Mitteln erst noch verhindern musste, dass Jerome-Napoleon, ein Vetter des Kaisers, das Kommando erhielt. Frankreich brachte dann kein Expeditionskorps zustande, wie am 3. August feststand. „Für die Franzosen war das ein strategisches Missgeschick“, so Geoffrey Wawro, denn so konnte die preußische Armee ungestört und unvermindert zur französischen Grenze eilen.

## Französische Operationen in der Ostsee

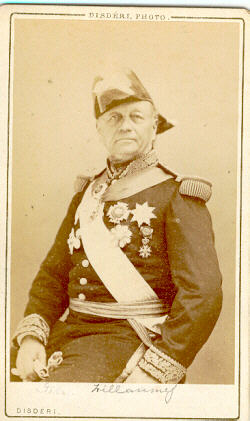
Admiral Louis Bouet-Willaumez

Die kaiserliche Kanalflotte, jetzt Baltisches Geschwader genannt, konzentrierte sich bei Cherbourg und fuhr am 24. Juli nach Nordosten Richtung Nordsee. Es bestand unter Admiral Louis Bouet-Willaumez aus den Panzerfregatten Surveillante, Gauloise, Guyenne, Flandre und Océan, den Panzerkorvetten Thétis und Jeanne d’Arc und dem Aviso Cassard. Am 2. August 1870 traf das Geschwader in der Kjöge-Bucht bei Kopenhagen ein, wo es auch sein Hauptquartier, von den eigentlich neutralen Dänen wohlwollend geduldet, errichtete.
Sowohl die Baltische als auch die herbeifahrende Mittelmeerflotte litten sogleich am Kohlenmangel. Ein geringer Anteil des Bedarfs konnte in Dänemark oder auf der britischen Insel Helgoland gedeckt werden, der größte musste aber hunderte von Meilen aus dem nächsten französischen Lagerbestand in Dünkirchen herangeschafft werden.
Die französischen Schiffe mussten daher Kohle sparen, indem sie langsam fuhren oder gar tagelang ankerten, in der Hoffnung, allein durch ihre Anwesenheit norddeutsche Blockadebrecher zu entmutigen. Näherte sich jedoch ein norddeutsches Schiff, führte dies nur zu einer vergeblichen Verfolgung, die Kohle verbrauchte. Am 12. August beriet sich Bouet an Bord seines Flaggschiffs nahe Kiel mit seinen Offizieren, wo man landen könnte, da er einen entsprechenden Befehl des Kriegsministers bekommen hatte. Ihnen schien aber die gesamte norddeutsche Küste ungeeignet dafür, wegen Untiefen oder guter Küstenverteidigung. Küstenbatterien von Krupp konnten zweimal so weit feuern wie die französischen Bordkanonen. Ohne die entsprechenden Truppen war eine Landungsoperation sowieso unmöglich.
Am 17. August kam es dann zu einem ersten Zwischenfall: Der Aviso Grille traf zusammen mit den Kanonenbooten der Flotillendivision vor Dornbusch (Hiddensee) auf drei französische Panzerfregatten und einen Aviso. Die Grille eröffnete das Feuer und zog sich dann in Richtung Hiddensee zurück, die französischen Schiffe sahen aufgrund des seichten Gewässers von einer Verfolgung ab. Schäden wurden nicht gemeldet.
Die Blockade wurde am 18. August 1870 für die gesamte deutsche Ostseeküste erklärt und in der Folge kreuzten die französischen Schiffe entlang der deutschen Küste, um die Blockade in den deutschen Häfen entsprechend zu proklamieren. Dabei ankerte ein französisches Geschwader aus drei französischen Panzerfregatten und einem Aviso am 22. August auch in der Danziger Bucht. Die zum Schutz des Hafens abgestellte Korvette Nymphe unter ihrem Kommandanten Kapitän zur See Weickhmann unternahm daraufhin einen Nachtangriff auf die feindlichen Schiffe und feuerte zwei Breitseiten auf den Feind ab. Die französischen Schiffe slipten ihre Anker und zogen sich – ebenfalls feuernd – aus der Danziger Bucht zurück. Der Schusswechsel blieb allerdings für beide Seiten ohne Wirkung. Derart erfolglos wurde das Ostseegeschwader am 24. September nach Frankreich zurückgezogen.

## Französische Operationen in der Nordsee

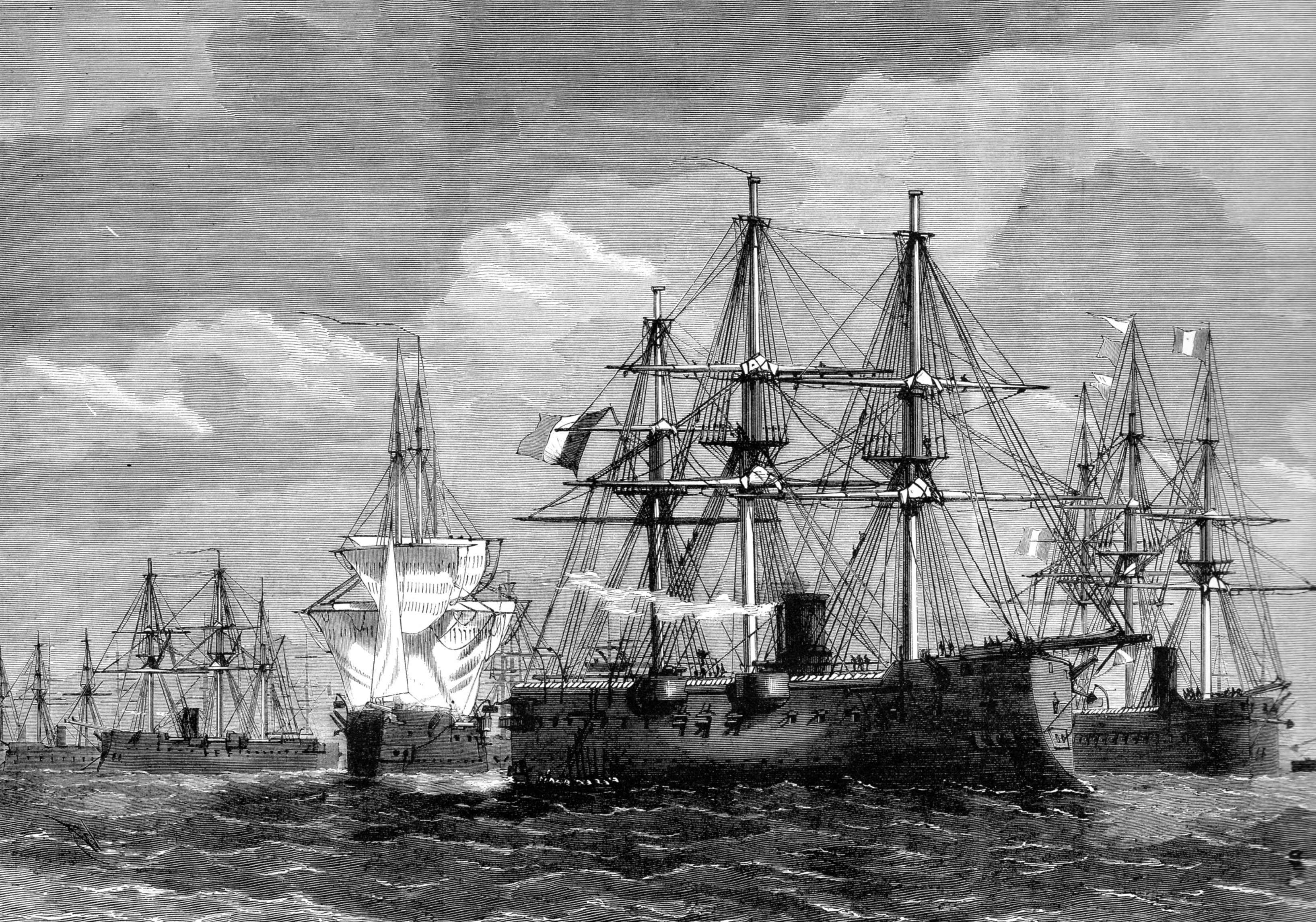
Das französische Ostseegeschwader auf seiner Rückreise vor Helgoland am 26. September 1870. Von links Guyenne, Thetis, Flandre, Ocean und Surveillante.

Für den Kommandierenden des französischen Geschwaders in der Nordsee Vizeadmiral Fourichon war die Situation ähnlich aussichtslos, er besaß nicht einmal ausreichend Seekarten, die er daher in Dänemark kaufen musste. Die Mündungen von Elbe und Weser waren unter anderem mit Unterwasserminen und Ketten gesichert, und die deutschen Lotsen verweigerten ihre Dienste, so dass er beispielsweise die halbfertige Basis in Wilhelmshaven nicht angreifen konnte.
Das französische Nordseegeschwader traf mit den Panzerfregatten Magnanime (Flaggschiff), Provence, Héroine, Couronne, Invincible, Valeureuse und Revanche, der Panzerkorvette Atalante, den Korvetten Chateau Renaud und Cosmos und den Avisos Renard und Decres am 11. August in der Nordsee ein. Die Blockade über die Nordseeküste wurde am 25. August erklärt. Das französische Geschwader hielt sich zumeist in den Gewässern um das britische Helgoland auf. Beide Seiten entsandten einige Male Aufklärungskräfte, wobei es lediglich am 24. August in der Wesermündung zu einer Begegnung mit kurzem Schusswechsel zwischen Arminius und der Atalante gab, der folgenlos endete.
Die französische Marine konnte kaum das Land angreifen, weil entsprechende Schiffe nach dem Krimkrieg außer Dienst gestellt worden waren oder repariert wurden. Nur bis September konnte Frankreich die sowieso lückenhafte Blockade aufrechterhalten. Für den Winter mussten die Schiffe zurückgezogen werden, da die Soldaten auf den Schiffen für die strategische Reserve in Frankreich selbst gebraucht wurden. Mit dem Rückzug am 10. September nach Frankreich  endete der Seekrieg in der Nordsee. Patrouillen in die Nordsee kamen allerdings weiterhin vor und zwangen die norddeutsche Marine, die Verteidigung dort aufrechtzuerhalten.

## Norddeutsche Bundesmarine

Die Augusta, ein norddeutsches Schiff. Ursprünglich war es in Frankreich für die amerikanischen Südstaaten gebaut worden.

Der Norddeutsche Bund baute seine 1867 gegründete Marine noch auf. Sie hatte drei große und zwei kleine Panzerschiffe, eine Reihe von Schraubendampfern und weitere, schwächere Kriegsschiffe. Hauptstützpunkt war Wilhelmshaven an der Jade. Im Juni 1870 waren vier norddeutsche Panzerschiffe auf dem Weg in den Atlantik. Wegen der politischen Spannungen und da die Französische Regierung bereits am 15. Juli 1870 Kriegskredite für Heer und Marine bewilligt hatte, war die Kriegserklärung aus Sicht der deutschen Staaten nur eine Frage der Zeit und so eilte das Geschwader zurück und erreichte Wilhelmshaven am 16. Juli. Drei Tage später erklärte Frankreich den Krieg.
Als Gouverneur der Küstenlande wurde der preußische General Eduard Vogel von Falckenstein ernannt, er kommandierte die 18. Division des Großherzogs Friedrich Franz II. von Mecklenburg Schwerin, sowie die freiwillige Seewehr. Als Hauptmaßnahmen zur Küstenverteidigung wurden die Schifffahrtszeichen entfernt, Hafeneinfahrten vermint und Strandbatterien errichtet.
Prinz Adalbert von Preußen befand sich als Oberbefehlshaber der Marine des Norddeutschen Bundes im Großen Hauptquartier, die schwimmenden Einheiten unterstanden daher de facto seinem Stellvertreter, dem Oberbefehlshaber der Nordsee Vizeadmiral Jachmann.
Das Flaggschiff der Marine, die Panzerfregatte König Wilhelm befand sich mit den Hauptkräften der Flotte, den Panzerfregatten Kronprinz und Friedrich Carl, dem Panzerschiff Arminius sowie sieben Kanonenbooten auf der Jade. Allerdings waren König Wilhelm und Friedrich Carl wegen verschiedener Schäden nur bedingt einsatzfähig. Die Emsmündung wurde von zwei weiteren Kanonenbooten bewacht.
In der Ostsee war der Hauptstützpunkt Kiel, wo neben einigen Strandbatterien noch das Artillerieschulschiff Renown stationiert war. Dazu kamen der Aviso Preußischer Adler, das Flaggschiff der Ostseestreitkräfte, zwei Kanonenboote, sowie die Korvette Elisabeth, die aufgrund der französischen Blockade in der Ostsee festgehalten wurde und erst später nach Wilhelmshaven lief. Der Kommandeur der Ostseestreitkräfte war Konteradmiral Heldt. In der östlichen Ostsee, wurde aus dem Aviso Grille und den Kanonenbooten Blitz, Salamander und Drache die sogenannte Flotillendivision gegründet, die von Korvettenkapitän Graf Waldersee kommandiert wurde. Sie kreuzte in den Küstengewässern vor Rügen und Stralsund. Das Kanonenboot Tiger kreuzte östlich von Rügen. Der Hafen von Danzig mit der wichtigen Werft wurde von der Korvette Nymphe geschützt.
Bei Kriegsausbruch befanden sich weiterhin die Korvetten Medusa und Hertha als Stationäre in Ostasien. Sie wurden durch überlegene französische Marinekräfte im Hafen von Yokohama bis zum Waffenstillstand blockiert. Die Schulkorvette Arcona befand sich bei Kriegsausbruch auf den Azoren. Das Kanonenboot Meteor war als Stationär in Westindien. Alle anderen Einheiten waren außer Dienst gestellt worden, um die im Einsatz befindlichen Schiffe ausreichend bemannen zu können.
Die Marine des Norddeutschen Bundes kam während des Deutsch-Französischen Krieges in der Nordsee kaum zum Einsatz. Vom 5. bis zum 7. August stieß Jachmann mit dem Panzergeschwader Richtung dänischer Küste vor, konnte die französischen Einheiten aber nicht finden.
Während die französische Marine ihren am 25. August befohlenen Angriff auf die Jade abbrechen musste, kam es nicht zum norddeutschen Angriff auf die überlegene französische Flotte bei Helgoland. Ein solcher Angriff war zwar am 12. September von Vizeadmiral Eduard von Jachmann befohlen worden. Doch die Kommandanten verweigerten sich, da sie eine Katastrophe vorhersahen. Ein für Anfang Februar 1871 vorgesehener Vorstoß der Kronprinz nach Cherbourg mit dem Ziel, die Schleusentore zu zerstören und im Hafen liegende Schiffe zu versenken, unterblieb mit dem Beginn des Waffenstillstandes.
In Übersee fand schließlich das einzige Seegefecht des Krieges statt. Das norddeutsche Kanonenboot Meteor hielt sich gerade in Havanna, auf der damals spanischen Insel Kuba, auf. Vor der Küste stieß es am 7. November auf den französischen Aviso Bouvet. Die beiden Schiffe fügten einander Schaden zu, gelangten aber wieder in die Heimat.
Die norddeutsche Korvette Augusta bekämpfte gegen Ende des Krieges im Nordatlantik und in der Biscaya französische Versorgungsschiffe. Kommandant war erneut Kapitän zur See Weidmann, der von der Nymphe auf die Augusta gewechselt hatte. Unter seinem Kommando konnte das Schiff einen Gegner versenken und zwei weitere Schiffe als Prisen nach Deutschland schicken. Doch als die Augusta im nordspanischen Vigo Kohlen lud, blockierten französische Schiffe ihre Weiterfahrt. Erst nach dem Waffenstillstand kam die Augusta zurück nach Deutschland.